# Мондавио
Мондавио (итал. Mondavio) — коммуна в Италии, располагается в регионе Марке, в провинции Пезаро-э-Урбино.
Население составляет 4013 человек (2008 г.), плотность населения составляет 136 чел./км². Занимает площадь 29 км². Почтовый индекс — 61040. Телефонный код — 0721.
Покровителем коммуны почитается Архангел Михаил, празднование 29 сентября.

## Демография
Динамика населения:

## Администрация коммуны
- Официальный сайт: http://www.comune.mondavio.pu.it